# Johann Gustav Droysen
Johann Gustav Droysen (Treptow an der Rega, 6 luglio 1808 – Berlino, 19 giugno 1884) è stato uno storico e politico tedesco.

## Biografia
Johann Gustav Droysen nacque in Pomerania da Johann Christoph Droysen, un cappellano militare che aveva preso parte all'assedio di Kolberg del 1807. Durante l'infanzia di Droysen, il padre era pastore a Greifenhagen, nei dintorni di Stettino, allora sotto il Primo Impero francese; qui Droysen assisté ad alcune operazioni militari durante la guerra della sesta coalizione.
Queste prime esperienze giovanili gli indussero un ardente attaccamento al Regno di Prussia.
Studiò al Gymnasium di Stettino e in seguito filosofia e filologia all'Università di Berlino, tra i suoi docenti vi furono Georg Wilhelm Friedrich Hegel, August Boeckh e Karl Lachmann. Dal 1827 al 1829 fu istitutore di Felix Mendelssohn Bartholdy. Nel 1829 divenne insegnante al Gymnasium zum Grauen Kloster. Dal 1833 fu Privatdozent e poi professore presso l'Università Friedrich-Wilhelms. Dal 1840 insegnò presso l'Università di Kiel dove iniziò la sua Geschichte des Hellenismus (Storia dell'Ellenismo) rimasta incompiuta, dal 1851 fu all'Università di Jena e poi nuovamente a Berlino.
Furono anni in cui Droysen si dedicò agli studi classici. Pubblicò una traduzione di Eschilo e una parafrasi di Aristofane. Risale al 1833 la prima edizione berlinese del suo Geschichte Alexanders des Großen (Storia di Alessandro il Grande), un testo fondamentale, a lungo il migliore sull'argomento.
Il primo testo fu seguito da altri volumi sui successori di Alessandro, pubblicati sotto il titolo Geschichte des Hellenismus (Amburgo, 1836-1843). Un'edizione rivisitata dell'intera opera fu pubblicata nel 1885.
Iniziò ad interessarsi di politica ancora prima della Prima guerra dello Schleswig, nel 1848 era rappresentante del governo provvisorio dello Schleswig presso il Bundestag a Francoforte, dal maggio dello stesso anno fu membro del Parlamento di Francoforte nel quale si unì al centrodestra.

## La rivoluzione droyseniana
Droysen deve la sua celebrità universale alle sue rivoluzionarie ricerche sulla storia sociale e politica dell'età di Alessandro Magno e dei Diadochi, opere che ne fecero l'antesignano di un nuovo corso della storiografia tedesca, segnato, sotto l'influenza hegeliana, dall'idealizzazione del potere e del successo.
Johann Gustav Droysen fu il primo ad attribuire all'ellenismo, termine peraltro da lui definito nell'accezione moderna, la funzione storica di mediazione tra il mondo antico e quello occidentale e cristiano. I suoi studi ebbero il merito di sollevare il velo su un'epoca storica e culturale fino ad allora trascurata dalla ricerca e su cui gli studiosi avevano spesso posato il loro occhio attraverso la lente deformante dei pregiudizi di matrice neoclassiciste.

## Politica
La figura più nota di Droysen è quella dello storico dello Stato e della forza: polemico verso il liberalismo dottrinario alla Georg Gervinus, ma pure avverso al romanticismo stile medievale di coloro che volevano la Grande Germania unita sotto l'usbergo del Sacro Romano Impero. La posizione di Droysen si evolse nel tempo: dapprima sostenitore dell'ideale nazionale dei liberali tedeschi, dopo il fallimento della rivoluzione del 1848 si avvicinò gradualmente alle posizioni di quelli che apprezzavano il disegno di unificazione della Germania promosso sotto la guida della Prussia da Bismarck, accentuando gli elementi di Stato, forza, esercito.

## Scritti
- Geschichte des Hellenismus, I: Geschichte Alexanders des Großen, 1833; Gotha 1877, 2ª ed.; Basel 1952, 3ª ed.
- Geschichte des Hellenismus, 2 voll., 1836–1843
- Das Leben des Feldmarschalls Grafen Yorck von Wartenburg, 3 voll., 1851-1852
- Geschichte der preußischen Politik, 14 voll., 1855–1886
- Grundriss der Historik, 1868

### Edizioni italiane
- Alessandro il grande, traduzione di Luigi Alessio, Milano, Corbaccio, dall'Oglio, 1940. TEA, Milano, 1994, ISBN 978-88-488-0063-1; Res Gestae, 2014, ISBN 978-88-669-7105-4.
- Sommario di Istorica (tradotto sull'edizione del 1882), a cura di Delio Cantimori, Collezione La Meridiana. Saggistica n.7, Firenze, Sansoni, 1943. Collana Biblioteca, Sansoni, 1967; Scuola Normale Superiore, Pisa, ISBN 978-88-764-2506-6.
- Istorica (Lezioni di Enciclopedia e Metodologia della Storia, 1857-58), a cura di Silvia Caianiello, presentazione di Fulvio Tessitore, Napoli, Guida, 1994, ISBN 978-88-7188-772-2.
- Aristofane. Introduzione alle Commedie, a cura di Giovanni Bonacina, Collana La Diagonale, Palermo, Sellerio, 1999, ISBN 978-88-389-1447-8.